# Kuskoiva
Kuskoiva är en kulle i Finland.   Den ligger i den ekonomiska regionen  Östra Lapplands ekonomiska region  och landskapet Lappland, i den norra delen av landet, 800 km norr om huvudstaden Helsingfors. Toppen på Kuskoiva är 529 meter över havet, eller 152 meter över den omgivande terrängen. Bredden vid basen är 4,1 km.
Terrängen runt Kuskoiva är kuperad åt sydost, men åt nordväst är den platt.  Trakten runt Kuskoiva är nära nog obefolkad, med mindre än två invånare per kvadratkilometer. Det finns inga samhällen i närheten. == Kommentarer ==
1. ↑  Primärfaktor framräknad ur höjddata (DEM 3") från Viewfinder Panoramas.[2] Mer om algoritmen finns här: Användare:Lsjbot/Algoritmer.
2. ↑  Största utsträckningen av den höjdkurva som ger primärfaktorn.
3. ↑  Framräknat ur variansen i alla höjduppgifter (DEM 3") från Viewfinder Panoramas, inom 10 km radie.[2] Mer om algoritmen finns här: Användare:Lsjbot/Algoritmer.